# Mathilde Tybring-Gjedde

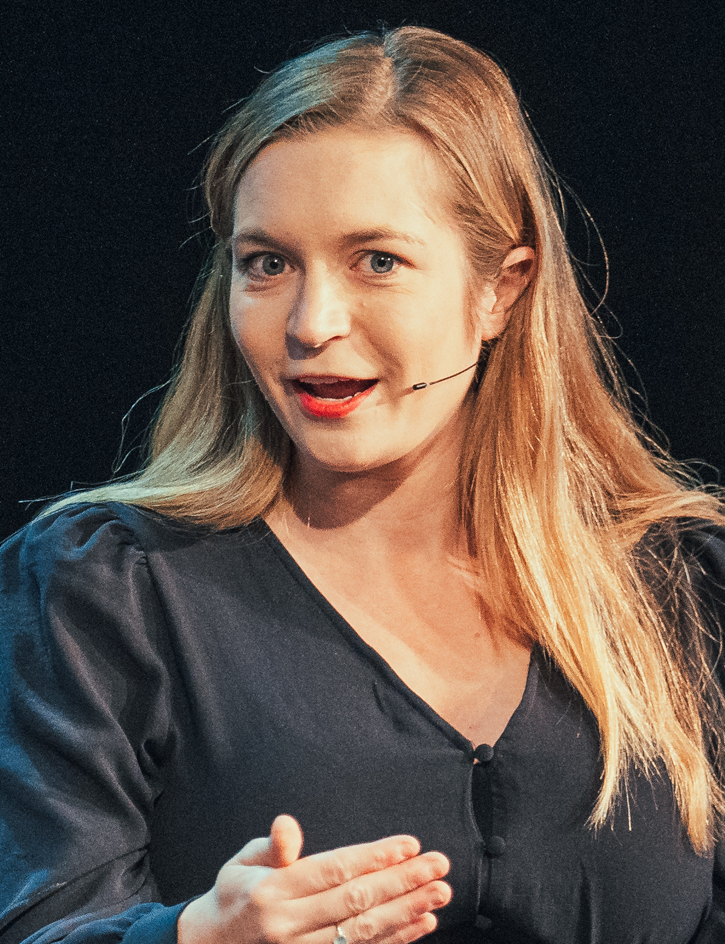
Mathilde Tybring-Gjedde, 2024

Mathilde Tybring-Gjedde (* 15. Dezember 1992 in Oslo) ist eine norwegische Politikerin der konservativen Partei Høyre. Seit 2017 ist sie Abgeordnete im Storting.

## Leben
Mathilde Tybring-Gjedde ist die Tochter des Fremskrittspartiet-Politiker Christian Tybring-Gjedde. Nach dem Abschluss der Schulzeit studierte sie von 2011 bis 2015 Philosophie, Politik und Wirtschaft an der Warwick University. Sie schloss das Studium mit einem Bachelor-Abschluss ab. Im Jahr 2015 begann sie ein Studium der Rechtswissenschaft an der Universität Oslo. Zudem zog sie in diesem Jahr in den Stadtrat von Oslo ein. Von Januar bis September 2017 arbeitete sie als politische Referentin im Helse- og omsorgsdepartementet, dem norwegischen Gesundheitsministerium.
Tybring-Gjedde gelang es bei der Parlamentswahl 2017 nicht, ein direktes Mandat für den Wahlkreis Oslo im norwegischen Nationalparlament Storting zu erreichen. Sie wurde stattdessen Vararepresentantin, also Ersatzabgeordnete. Als solche vertritt sie seit dem 1. Oktober 2017 ihre Parteikollegin Ine Marie Eriksen Søreide, die aufgrund ihrer Regierungsmitgliedschaft ihr Mandat ruhen lassen muss. Tybring-Gjedde wurde Mitglied im Bildungs- und Forschungsausschuss. Bei der Wahl 2021 zog sie schließlich erstmals direkt ins Storting ein. Dort wurde sie Mitglied im Energie- und Umweltausschuss. 